# Partulina mighelsiana
Partulina mighelsiana és una espècie de gastròpode eupulmonat terrestre de la família Achatinellidae

## Distribució geogràfica
És un endemisme de les Illes Hawaii.

## Costums
És arborícola.

## Estat de conservació
Les seues principals amenaces són la introducció d'espècies exòtiques, la destrucció del seu hàbitat i el furtivisme.